# Motkolvsmotor

Simpsons balanserade tvåtaktsmotor från 1914.

En motkolvmotor är en kolvmotor där varje cylinder har en kolv i båda ändarna och inget cylinderhuvud. Bensin- och dieselmotorer med motsatt kolv har använts mest i storskaliga tillämpningar som fartyg, militära stridsvagnar (bland annat Stridsvagn S och Bandkanonen hade en Rolls-Royce typ K 60 dieselmotor på 240 hk) och fabriker. Nuvarande tillverkare av motorer med motsatt kolv inkluderar Cummins, Achates Power och Fairbanks-Morse Defense (FMDefense).

## Konstruktion

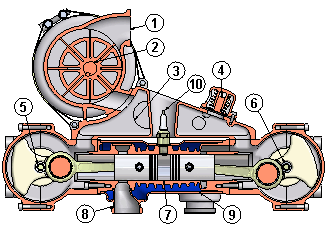
Schematic of a supercharged opposed-piston engine
Schematisk överladdad motkolvsmotor
1. Intag för bränsle-luftblandning
2. Överladdare
3. Luftlåda
4. Boostavlastningsventil
5. Utloppsvevaxel
6. Inloppsvevmekanism
7. Cylinder med inlopps- och utloppsspår
8. Avgas
9. Vattenkylningsmantel
10. Tändstift

Jämfört med samtida tvåtaktsmotorer, som använde en konventionell konstruktion med en kolv per cylinder, har fördelarna med motsatt kolvmotor nämnts som:
- Eliminerar cylinderhuvudet och ventiltåget, vilket minskar vikt, komplexitet, kostnad, värmeförlust och friktionsförlust hos motorn.[1][2][3]
- Skapa en enkelflödesrörelse av gas genom förbränningskammaren,[4][5] vilket undvek nackdelarna som är förknippade med de samtida tvåslagskonstruktionerna (men senare framsteg har tillhandahållit metoder för att uppnå enkelflöde i konventionella kolvmotorkonstruktioner).
- Reducerad höjd på motorn
- Bättre termisk verkningsgrad på grund av att en större andel av förbränningsrummets yta består av kolvar och en mindre andel energi behöver kylas bort.
- Högt vridmoment.

Den största nackdelen var att de två motsatta kolvarna måste växlas ihop. Detta ökade vikt och komplexitet jämfört med konventionella kolvmotorer, som använder en enda vevaxel som uteffekt.
Den vanligaste layouten var två vevaxlar, med vevaxlarna sammankopplade (i antingen samma riktning eller motsatta riktningar). Koreyvo-, Jumo- och Napier Deltic-motorerna använde en kolv per cylinder för att exponera en insugsport och den andra för att exponera en avgasport. Varje kolv anges som antingen en insugningskolv eller en avgaskolv, beroende på dess funktion i detta avseende. Denna layout ger överlägsen spolning, eftersom gasflödet genom cylindern är axiellt snarare än radiellt, och förenklar utformningen av kolvkronorna. I Jumo 205 och dess varianter betjänar den övre vevaxeln avgaskolvarna och den nedre vevaxeln insugningskolvarna. I konstruktioner som använder flera cylinderbankar, betjänar varje stort ändlager ett inlopp och en avgaskolv, med hjälp av en gaffelformad vevstake för avgaskolven. 

## Historik

### 1880-talet till 1930-talet

Animering av Atkinsons differentialmotor

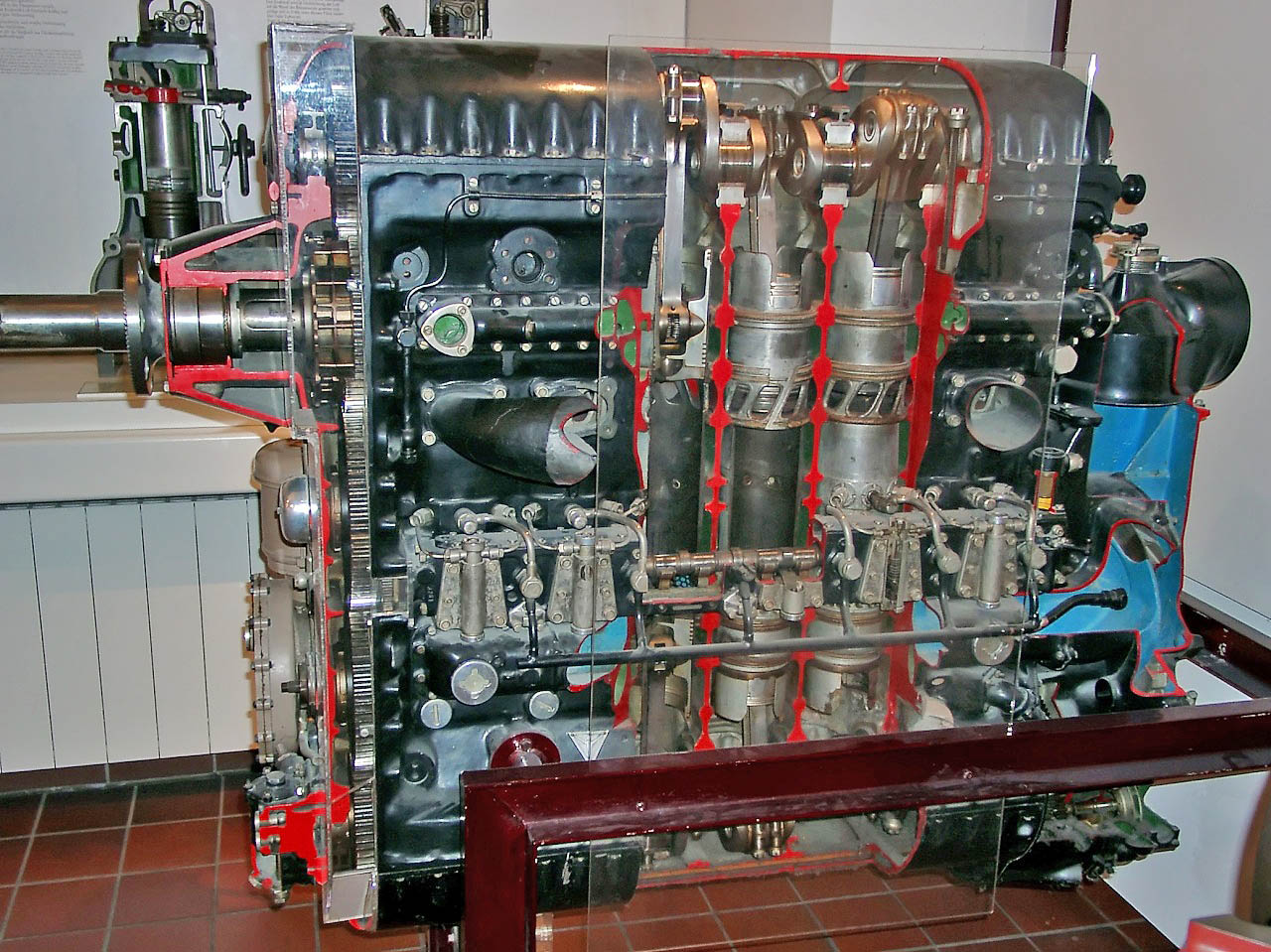
1932-års Junkers Jumo 205 dieselflygplansmotor

En av de första motkolvmotorerna var Atkinson-differentialmotorn från 1882, som hade ett kraftslag vid varje rotation av vevaxeln (jämfört med varannan rotation för den samtida Ottomotorn), men den var ingen kommersiell framgång.
År 1898 installerades en tvåtaktsmotor med motsatta kolvar från Oechelhäuser som producerade 600 hk (447 kW) vid Hoerde järnverk. Denna konstruktion av motorn producerades också under licens av tillverkare som Deutsche Kraftgas Gesellschaft i Tyskland och William Beardmore & Sons i Storbritannien.
År 1901 var Kansas City Lightning Balanced Gas and Gasoline Engines bensinmotorer som producerade 4–25 hk (3–19 kW).
En tidig bilmotor med motsatta kolvar tillverkades av det franska företaget Gobron-Brillié omkring 1900. Den 31 mars 1904 var en Gobron-Brillié-bil som drevs av motorn med motsatta kolvar den första bilen någonsin att överskrida 150 km/h med en "World's" rekordhastighet på 152,54 km/h. Den 17 juli 1904 blev Gobron-Brillié-bilen den första som översteg 100 mph (161 km/h) för den flygande kilometern. Motorn använde en enkel vevaxel i ena änden av cylindrarna och ett tvärhuvud för den motsatta kolven.
En annan tidig kolvbilsmotor fanns i den skotska Arrol-Johnston-bilen, som verkar TT först ha installerats i deras 10 hk buckboard c1900. Motorn beskrevs och illustrerades i detalj i redogörelsen för deras 12-15 hk bil som ställdes ut på Olympia Motor-Show 1905. Motorn var en fyrtaktsmotor med två cylindrar (med motsatta kolvar i varje) med vevaxeln under och kolvarna anslutna med hävarmar till den tvåkastade vevaxeln.
Den första dieselmotorn med motsatta kolvar var en prototyp som byggdes på Kolomna Locomotive Works i Ryssland. Konstruktören, Raymond A. Koreyvo, patenterade motorn i Frankrike den 6 november 1907 och visade upp motorn på internationella utställningar, men den nådde inte produktion. Kolomnakonstruktionen använde en typisk utformning med två vevaxlar sammankopplade genom växling.
År 1914 var Simpsons balanserade tvåtaktsmotorcykelmotor en annan motkolvmotor som använde en enda vevaxel under mitten av cylindrarna med båda kolvarna förbundna med spakar. Denna motor var en vevhuskompressionsdesign, med en kolv som användes för att öppna överföringsporten och den andra för att öppna avgasporten. Fördelen med denna konstruktion var att undvika deflektorkronorna för kolvar som användes av de flesta tvåtaktsmotorer vid den tiden.
Doxford Engine Works i Storbritannien byggde stora motorer med motsatta kolvar för marint bruk, där den första Doxfordmotorn installerades i ett fartyg 1921. Denna dieselmotor använde en enkel vevaxel i ena änden av cylindrarna och ett tvärhuvud för den motsatta kolven. Efter första världskriget tillverkades dessa motorer i ett antal modeller, till exempel P- och J-serien, med effekter så höga som 20 000 hk (14 914 kW). Tillverkningen av Doxfordmotorer i Storbritannien upphörde 1980.
Senare dieselmotorer med motsatta kolvar är 1932 Junkers Jumo 205 flygplansmotor byggd i Tyskland, som hade två vevaxlar, utan att använda en konstruktion som liknar 1900–1922-års Gobron-Brillié-motorer.

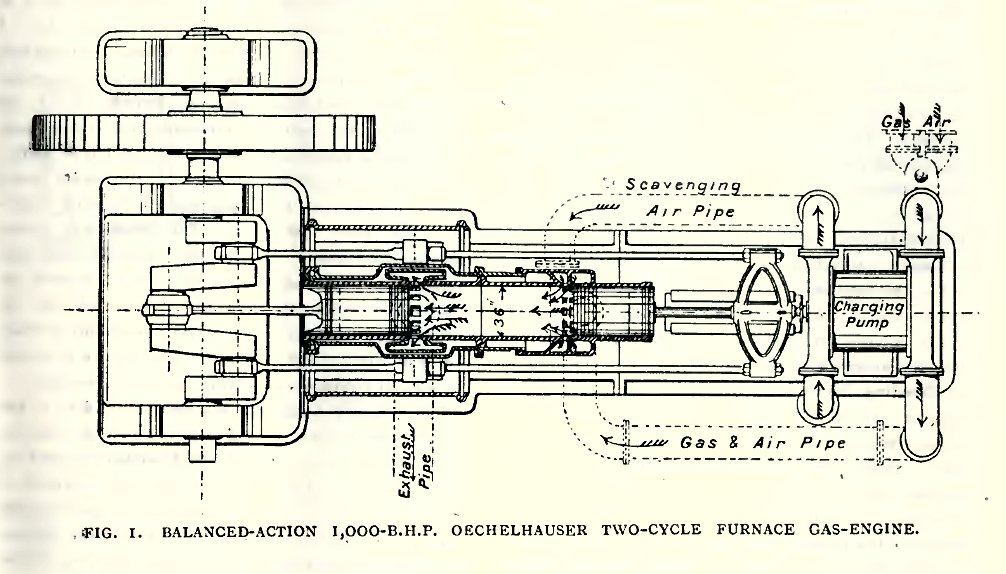
1898 års Oechelhäuser gasmotor
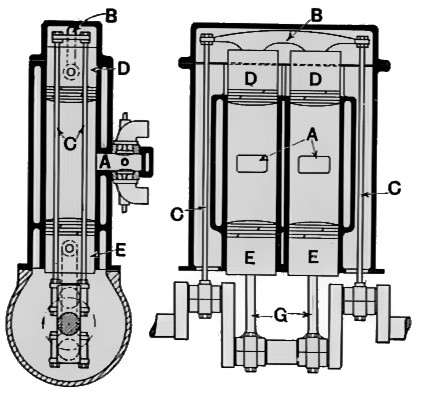
1900 Gobron-Brillié motkolvsmotor med överhängande ok
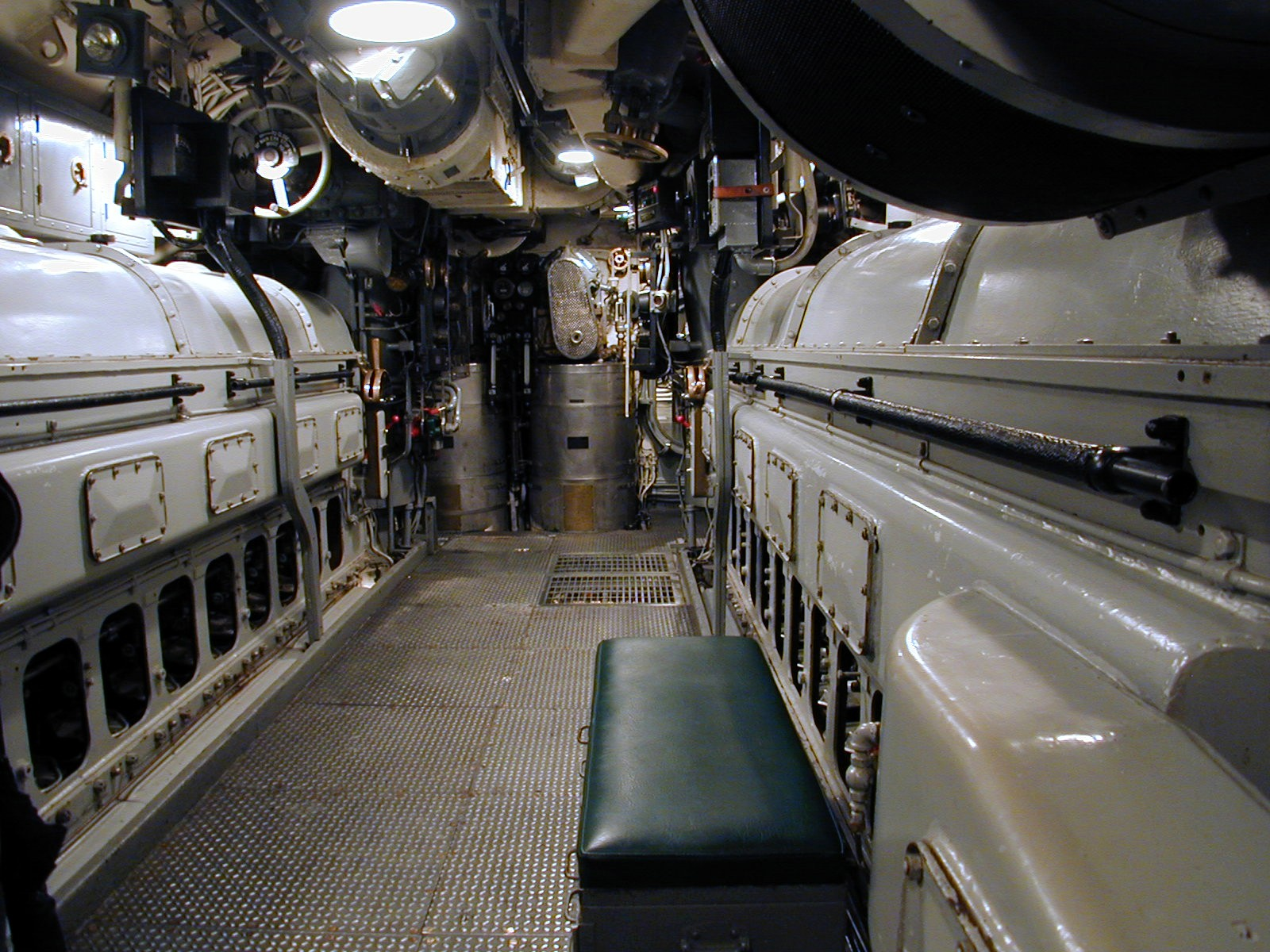
Fairbanks Morse 38 8-1/8 dieselmotor på ubåten USS Pampanito
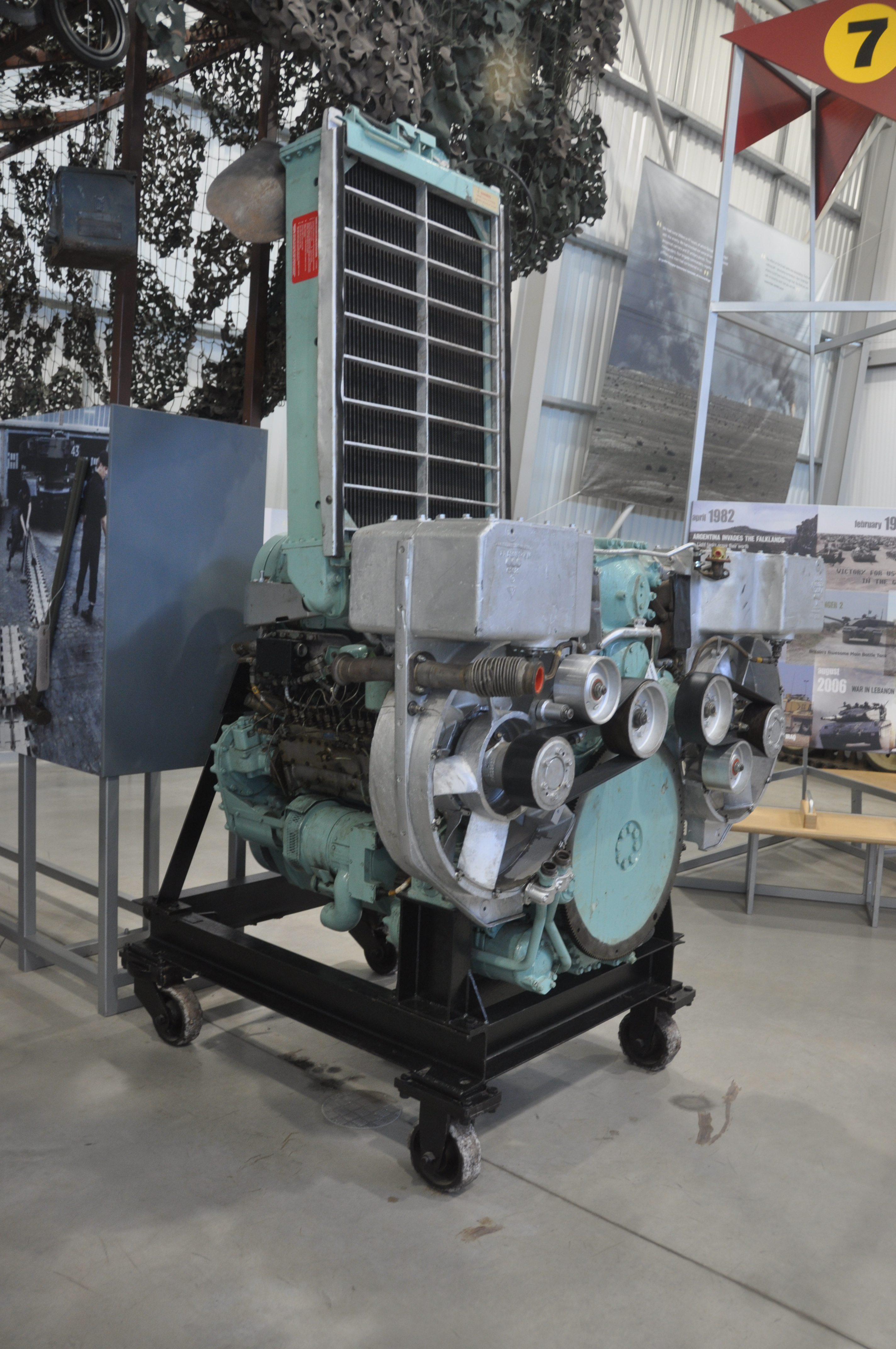
Leyland L60 som används i Chieftain-tanken

### 1940-talet till idag
Fairbanks Morse 38 8-1/8 dieselmotor, som ursprungligen konstruerades i Tyskland på 1930-talet, användes i amerikanska ubåtar på 1940- och 1950-talen och i båtar från 1930-talet till idag (2024). Den användes också i lok från 1944.
Den senaste (november 2021) versionen av Fairbanks-Morse 38 8-1/8 är känd som FM 38D 8-1/8 Diesel and Dual Fuel. Denna tvåtaktsmotor med motsatta kolvar behåller samma extra tunga konstruktion och har en beräknad livslängd på mer än 40 år, men nu finns möjligheten att förbränna dubbla bränslen (gasformiga och flytande bränslen, med automatisk övergång till full diesel om gastillförseln tar slut) tillgänglig.
Commer TS3 trecylindriga diesellastbilsmotorer, som släpptes 1954, har en enda vevaxel under mitten av cylindrarna med båda kolvarna förbundna med spakar.

Animerat diagram över Napier Deltic

År 1954 släpptes också Napier Deltic-motorn för militärbåtar. Den använder tre vevaxlar, en i varje hörn, för att bilda de tre bankerna av dubbelsidiga cylindrar arrangerade i en liksidig triangel. Deltic-motorn användes i British Rail Class 55 och British Rail Class 23 lok och för att driva snabba patrullbåtar och Royal Navy minsvepare. Från och med 1962 bjöd Gibbs in Mack Trucks att delta i utformningen av FDNY:s superpumpare och dess följeslagare. DeLaval Turbine fick i uppdrag att konstruera en flerstegs centrifugalpump med en Napier-Deltic T18-37C diesel för att driva pumparna.
År 1959 introducerades Leyland L60 19 L (1 159 kubiktum) sexcylindrig dieselmotor. L60 tillverkades i Storbritannien för användning i Chieftain-tanken.
Den sovjetiska T-64- tanken, tillverkad 1963–1987, använde också en dieselmotor med motsatta kolvar, 5TD, utvecklad av Malyshev Factory i Charkiv. Efter upplösningen av Sovjetunionen fortsatte Malyshev Factory utveckling och produktion av motkolvmotorer för pansarfordon, som den trecylindriga 3TD, som användes i BTR-4 Butsefal, olika uppgraderingar av 5TD och den sexcylindriga 6TD, för T-64BM2, BM Oplot etc.
År 2014 publicerade Achates Power ett tekniskt dokument som presenterade en förbättring av bränsleekonomin med 30 procent när dess motor jämfördes med en nästa generations dieselmotor utrustad med avancerad teknologi.
Volvo ansökte om patent 2017.
Diesel Air Dair 100 är en tvåcylindrig 100 hk (75 kW) dieselflygmotor,konstruerad och producerad av Diesel Air Ltd i Olney, Buckinghamshire för användning i luftskepp, hemmabyggda kitplan och lätta flygplan.
I juli 2021 tilldelades Cummins ett kontrakt på 87 miljoner dollar av den amerikanska armén för att slutföra utvecklingen av Advanced Combat Engine (ACE), en modulär och skalbar dieselmotorlösning som använder motkolvsteknik.

## Frikolvsmotor
En variant av konstruktionen med motsatta kolvar är frikolvsmotorn, som patenterades första gången 1934. Frikolvmotorer saknar vevaxel, och kolvarna återförs efter varje tändningsslag genom kompression och expansion av luft i en separat cylinder. Tidiga tillämpningar var för användning som en luftkompressor eller som en gasgenerator för en gasturbin.